# Game & Watch
Les Game & Watch sont des jeux électroniques de poche, ancêtre de la console de jeux portables, produits par la société Nintendo de 1980 à 1991, ils font également office de montres et de réveils,,,,.
Vendus à 43,4 millions d'exemplaires à travers le monde, ces 59 jeux représentent l'un des plus gros succès de la firme de Kyōto.
En 2020, Game & Watch fait son retour avec une console spéciale pour les 35 ans de la série Super Mario Bros.. En 2021, Nintendo réitère l'opération pour les 35 ans de la série The Legend of Zelda.

## Historique

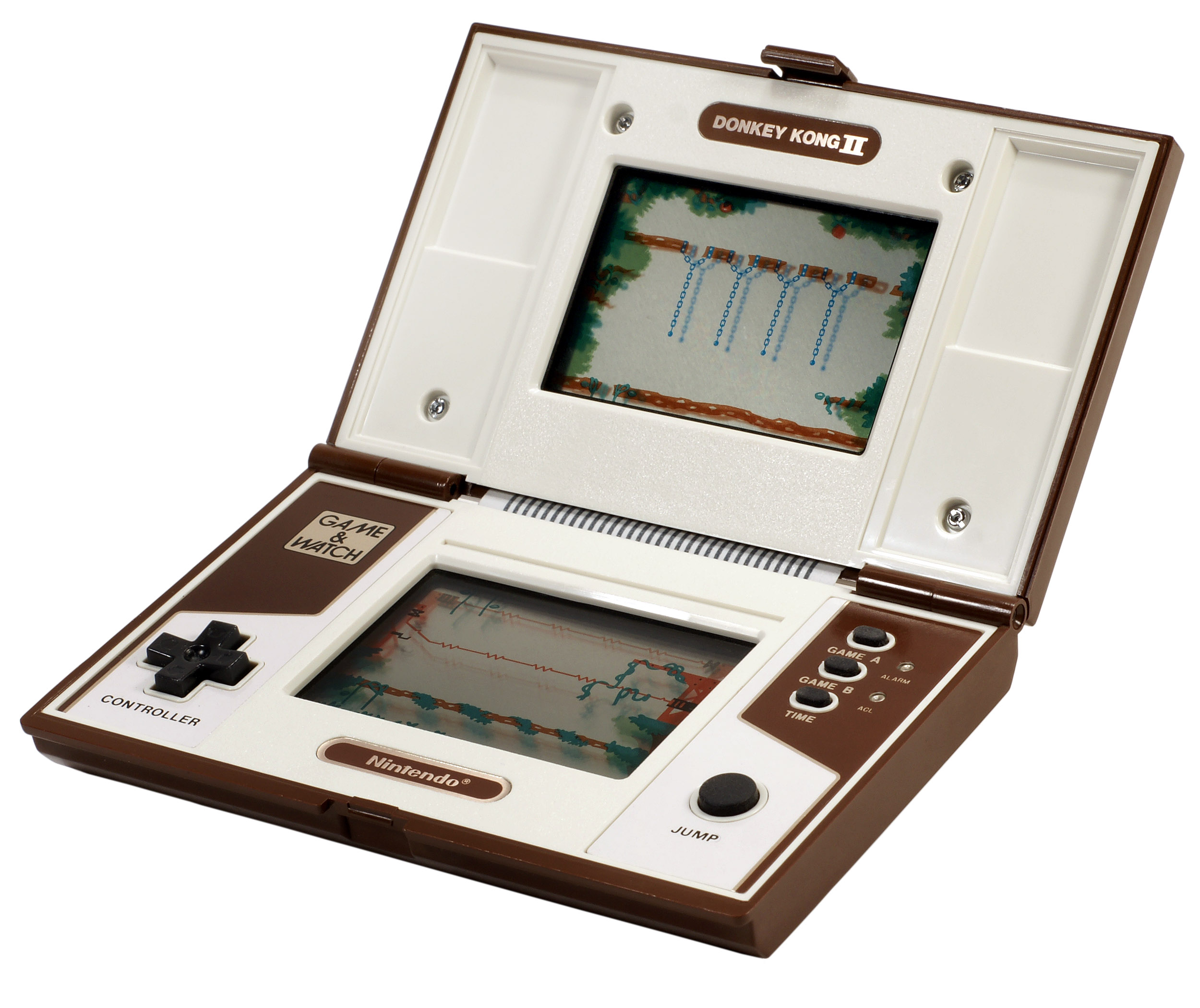
Un Game & Watch Multi Screen Donkey Kong Junior II.

Les Game & Watch ont été imaginés par Gunpei Yokoi, ingénieur chez Nintendo depuis 1965,  connu plus tard pour la conception de la Game Boy.
Il prétend avoir eu l'idée des Game & Watch durant un voyage en shinkansen. Sur un siège voisin au sien, pour passer le temps, un homme d'affaires s'amusait avec sa calculatrice. Voyant l'homme faire, Yokoi se dit qu'il serait intéressant de mettre au point un jouet électronique que les adultes japonais pourraient utiliser pour se distraire dans les transports en commun. Il proposera le projet à Nintendo, et après quelques années de développement, le tout premier Game & Watch voit le jour le 28 avril 1980, sous le nom de Ball, un petit jeu de jonglage. Il est constitué de deux boutons principaux, trois boutons de sélection, un petit bouton pour régler l'horloge, et d'un écran LCD monochrome, sans pixels : les sprites sont dessinés à même l'écran et s'allument et s'éteignent tour à tour. Cela caractérisera toute la gamme des Game & Watch. 
A la sortie de Ball, le succès est immédiat mais Nintendo se rend vite compte que les acheteurs sont essentiellement des enfants, ce qui encourage la firme à sortir de nouveaux jeux plus colorés destinés au jeune public. Plusieurs modèles incarneront également des mascottes caractéristiques de la marque : Mario, Donkey Kong ou encore Link. Certains, via des partenariats, montreront également des personnages de dessins animés, comme les personnages de Disney (Mickey, Donald, Dingo...), ou encore Popeye.
Il existe au total une soixantaine de Game & Watch répartis en dix séries.
Avec le temps, leur production fut peu à peu réduite en raison du succès des consoles portables (et en particulier la Game Boy de Nintendo) qui permettaient de jouer à de nombreux jeux différents via leur cartouches interchangeables et leur écran munis de pixels. Là où les Game & Watch ne permettaient de jouer qu'à un nombre restreint de jeux par modèle. Le plus souvent un seul, avec deux modes de difficulté.

## Éditions
- Silver (1980) : Nommée ainsi en lien avec la couleur du panneau avant des machines, ces premiers jeux sont simples et épurés, composés de peu de boutons et d'un seul écran.
- Gold (1981) : également nommés ainsi pour la couleur de leur panneau avant, cette série voit l'apparition de petits éléments de décor en couleur, en plus des affichages monochromes. Ils sont également équipés d'une fonction réveil.
- Widescreen (1981-1982) : cette série est proche des deux premières, mais leur écran est légèrement plus grand. C'est la première qui se destine davantage aux enfants. Les machines sont plus colorées et voient notamment l'apparition de mascottes dans leur jeux (Mario, Mickey Mouse, Popeye...)
- Multiscreen (1982-1989) : caractérisée par le fait que les machines possèdent deux écrans, cette série est une des plus emblématiques : un de ses premiers modèles, Donkey Kong, sera la première machine de jeu à posséder une Croix directionnelle. Ce sera également la machine la plus vendue de toute la gamme. Le design d'une partie de cette série a vraisemblablement servi de point de départ au design de la Nintendo DS.
- Tabletop (1983) : ces machines sont faites pour évoquer de petites bornes d'arcades. Plus massives (mais toujours transportables), elles sont faites pour jouer sur une table. Elles possèdent un écran rétro éclairé affichant des couleurs via des filtres colorés. Cette série n'a eu que peu de succès.
- Panorama (1983-1984) : Sortie dans la même logique que les Tabletop, cette série possède également un écran couleur, mais le design est différent. On regarde l'écran via un miroir qui permet de rendre la machine plus petite et facile à transporter.
- New Widescreen (1982-1991) : Il s'agit de la continuation de la gamme Widescreen. Le design demeure le même.
- Super Color (1984) : Seuls deux modèles sont sortis dans cette série. Ils possèdent un large écran en format portrait munis de filtres pour colorer l'affichage.
- Micro Vs.System (1984) : Les machines de cette série sont divisées en trois parties reliées par des câbles : une base avec l'écran de jeu, et deux petites manettes permettant de s'affronter à deux joueurs sur la machine. Les manettes peuvent être rangées dans la base pour le transport.
- Crystal Screen (1986) : Très similaires aux Widescreen, les Crystal Screen possèdent un écran entièrement transparent, permettant de voir à travers la console.
- Nintendo Mini Classics (1998) : les Mini Classics sont des rééditions de Game & Watch Widescreen et Multi Screen sous la forme de porte-clefs. Commercialisée à partir de 1998 sous licence de Nintendo, la gamme comporte également des jeux inédits.

Il existe un jeu supplémentaire ne faisant partie d'aucune série parfois considéré comme le soixantième Game & Watch. Il s'agit d'un jeu Super Mario Bros. de couleur jaune avec un couvercle Diskun (la mascotte du Disk System) produit à seulement 10 000 exemplaires en 1987, pour être distribué au Japon comme lot du concours Disk Fax.
Ce dernier peut être aussi considéré dans la série des Game & Watch Collectors qui ont été essentiellement produits en tant que cadeaux d'entreprises (avec le nom de la marque) ou pour des récompenses de concours.
Deux numéros de modèles ont été inversés : Donkey Kong Circus (MK-96, MK pour Mickey) et Mickey Mouse (DC-95, DC pour Donkey Kong Circus). Aucune raison officielle n'a, pour l'instant, été avancée pour cette particularité.
Un Game & Watch collector du nom de Mario Bros. Pokka a été distribué par une entreprise alimentaire basée au Japon du nom de Pokka. Ce Game & Watch est une version Mario Bros. de la série multiscreen avec le logo de Pokka inscrit sur le dessus de la Game & Watch et en haut à droite sur la boite. Cette version limitée à 500 exemplaires était échangeable auprès d'un employé de Pokka contre une centaine de coupons alimentaires Pokka.

### Game & Watch: Super Mario Bros.

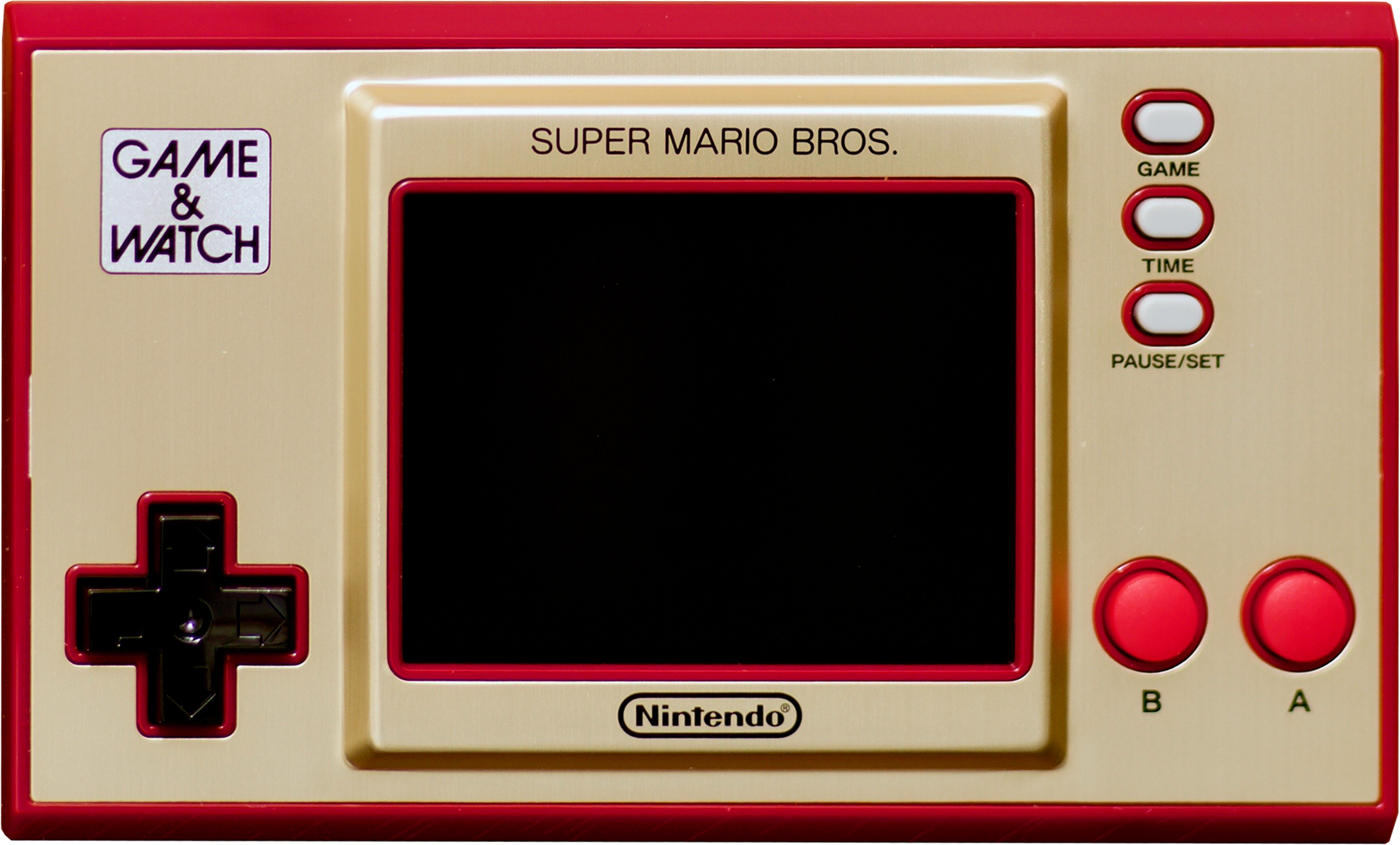
Game & Watch: Super Mario Bros.

Le modèle Game & Watch: Super Mario Bros. est une édition limitée développée et éditée par Nintendo sortie le 13 novembre 2020, pour fêter le 35e anniversaire de la série Super Mario. Celle-ci inclut les jeux Super Mario Bros., Super Mario Bros.: The Lost Levels (Super Mario Bros. 2 au Japon) et Ball (une version dérivée où le personnage jouable est Mario ou Luigi). La console contient également une horloge interactive où il est possible de voir 35 animations différentes, ainsi que de nombreux easter eggs,.

### Game & Watch: The Legend of Zelda

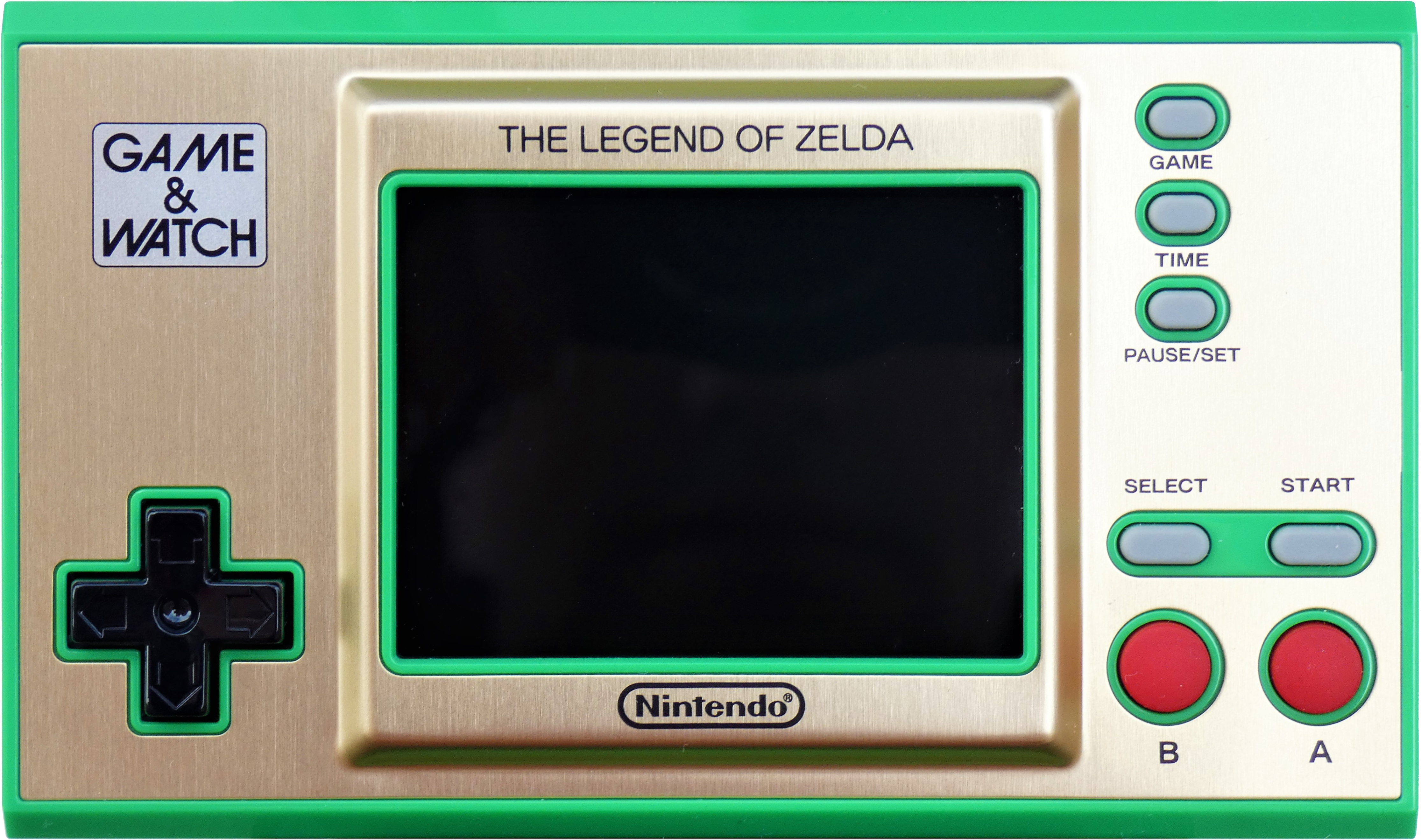
Game & Watch: The Legend of Zelda

Le modèle Game & Watch: The Legend of Zelda est une édition limitée développée et éditée par Nintendo sortie le 12 novembre 2021, pour fêter le 35e anniversaire de la série The Legend of Zelda. Celle-ci inclut les jeux The Legend of Zelda, Zelda II: The Adventure of Link, The Legend of Zelda: Link's Awakening et une version dérivée de Vermin (en) dans lequel le personnage jouable est Link. La console contient également une horloge et un minuteur interactifs, situés respectivement dans les décors de The Legend of Zelda et The Adventure of Link.

## Distribution
Les Game & Watch ont été distribués hors du Japon où ils eurent un succès qui a duré plus longtemps que dans leur pays d'origine. Nintendo a commencé la distribution dans le monde, mais d'autres sociétés ont pris le relais.

### France
La société française France Double R dirigée par Frederic Ries a distribué la gamme Silver dès 1980 sous son propre nom.
La société française J.I21 (Jeux et Images du 21e Siècle) a distribué les Game & Watch en France à partir de la collection Gold. On les appelait d'ailleurs collection OR chez J.I21.

## Liste des modèles
| Silver                            |           |                  |
| Nom                               | no modèle | Date de sortie   |
| Ball                              | AC-01     | 28 avril 1980    |
| Flagman                           | FL-02     | 5 juin 1980      |
| Vermin                            | MT-03     | 10 juillet 1980  |
| Fire                              | RC-04     | 31 juillet 1980  |
| Judge                             | IP-05     | 4 octobre 1980   |
| Gold                              |           |                  |
| Nom                               | no modèle | Date de sortie   |
| Manhole                           | MH-06     | 27 janvier 1981  |
| Helmet                            | CN-07     | 21 février 1981  |
| Lion                              | LN-08     | 27 avril 1981    |
| Wide Screen                       |           |                  |
| Nom                               | no modèle | Date de sortie   |
| Parachute                         | PR-21     | 16 juin 1981     |
| Octopus                           | OC-22     | 16 juillet 1981  |
| Popeye                            | PP-23     | 5 août 1981      |
| Chef                              | FP-24     | 8 septembre 1981 |
| Mickey Mouse                      | MC-25     | 9 octobre 1981   |
| Egg                               | EG-26     | 9 octobre 1981   |
| Fire                              | FR-27     | 4 décembre 1981  |
| Turtle Bridge                     | TL-28     | 1er février 1982 |
| Fire Attack                       | ID-29     | 26 mars 1982     |
| Snoopy Tennis                     | SP-30     | 28 avril 1982    |
| Multi Screen                      |           |                  |
| Nom                               | no modèle | Date de sortie   |
| Oil Panic                         | OP-51     | 28 mai 1982      |
| Donkey Kong                       | DK-52     | 3 juin 1982      |
| Mickey and Donald                 | DM-53     | 12 novembre 1982 |
| Green House                       | GH-54     | 6 décembre 1982  |
| Donkey Kong II                    | JR-55     | 7 mars 1983      |
| Mario Bros.                       | MW-56     | 14 mars 1983     |
| Rain Shower                       | LP-57     | 10 août 1983     |
| Lifeboat                          | TC-58     | 25 octobre 1983  |
| Pinball                           | PB-59     | 2 décembre 1983  |
| Black Jack                        | BJ-60     | 15 février 1985  |
| Squish                            | MG-61     | 17 avril 1986    |
| Bomb Sweeper                      | BD-62     | 14 juin 1987     |
| Safebuster                        | JB-63     | 12 janvier 1988  |
| Gold Cliff                        | MV-64     | 19 octobre 1988  |
| Zelda                             | ZL-65     | 25 août 1989     |
| Table Top                         |           |                  |
| Nom                               | no modèle | Date de sortie   |
| Donkey Kong Jr.                   | CJ-71     | 28 avril 1983    |
| Mario's Cement Factory            | CM-72     | 28 avril 1983    |
| Snoopy                            | SM-73     | 5 juillet 1983   |
| Popeye                            | PG-74     | 5 août 1983      |
| Panorama Screen                   |           |                  |
| Nom                               | no modèle | Date de sortie   |
| Snoopy                            | SM-91     | 30 août 1983     |
| Popeye                            | PG-92     | 30 août 1983     |
| Donkey Kong Jr.                   | CJ-93     | 7 octobre 1983   |
| Mario's Bombs Away                | TB-94     | 10 novembre 1983 |
| Mickey Mouse                      | DC-95     | 28 février 1984  |
| Donkey Kong Circus                | MK-96     | 6 septembre 1984 |
| New Wide Screen                   |           |                  |
| Nom                               | no modèle | Date de sortie   |
| Donkey Kong Jr.                   | DJ-101    | 26 octobre 1982  |
| Mario's Cement Factory            | ML-102    | 16 juin 1983     |
| Manhole                           | NH-103    | 24 août 1983     |
| Tropical Fish                     | TF-104    | 8 juillet 1985   |
| Super Mario Bros.                 | YM-105    | 7 mars 1988      |
| Climber                           | DR-106    | 8 mars 1988      |
| Balloon Fight                     | BF-107    | 8 mars 1988      |
| Mario the Juggler                 | MB-108    | 14 octobre 1991  |
| Super Color                       |           |                  |
| Nom                               | no modèle | Date de sortie   |
| Spitball Sparky                   | BU-201    | 7 février 1984   |
| CrabGrab                          | UD-202    | 21 février 1984  |
| Micro Vs System                   |           |                  |
| Nom                               | no modèle | Date de sortie   |
| Boxing (Punch-Out)                | BX-301    | 31 juillet 1984  |
| Donkey Kong 3                     | AK-302    | 20 août 1984     |
| Donkey Kong Hockey                | HK-303    | 13 novembre 1984 |
| Crystal Screen                    |           |                  |
| Nom                               | no modèle | Date de sortie   |
| Super Mario Bros.                 | YM-801    | 25 juin 1986     |
| Climber                           | DR-802    | 19 novembre 1986 |
| Balloon Fight                     | BF-803    | 19 novembre 1986 |
| Non commercialisé                 |           |                  |
| Nom                               | no modèle | Date de sortie   |
| Super Mario Bros.                 | YM-901    | 1er août 1987    |
| Ball                              | RGW-001   | 1er avril 2010   |
| Full-color LCD screen             |           |                  |
| Nom                               | no modèle | Date de sortie   |
| Game & Watch: Super Mario Bros.   | HXA-001   | 13 novembre 2020 |
| Game & Watch: The Legend of Zelda | HXB-001   | 12 novembre 2021 |

## Influence
De nombreux jeux de Nintendo font référence aux Game & Watch. Dans les jeux Super Smash Bros. Melee, Super Smash Bros. Brawl, Super Smash Bros. for Nintendo 3DS / for Wii U et Super Smash Bros. Ultimate, jeux de combat regroupant l'ensemble des licences de Nintendo, sera créé un personnage du nom de Mr. Game & Watch, rendant hommage à l'ensemble des machines. Le personnage est monochrome, se déplace en frames saccadées, comme les sprite prédessinés des machines, et possède un panel de mouvement basés sur les jeux emblématique des Game & Watch. Sa provocation étant par exemple de faire sonner une cloche, pour évoquer la fonction réveil de ces machines. Ils sont également référencés dans Super Paper Mario, dans les zones Recto et Verso. 
Mais Nintendo a également plusieurs fois porté les jeux des Game & Watch sur ses nouvelles machines : une saga nommée Game & Watch Gallery, sortie sur Game Boy, Game Boy Color et Game Boy Advance, proposera des portages de plusieurs machines sur une cartouche, avec à chaque fois une réactualisation du jeu avec des graphismes plus modernes, en plus du mode original. Nintendo produira également deux jeux sur Nintendo DS condensant respectivement Green House, Oil Panic, et Donkey Kong pour le premier, et Parachute et Octopus pour le second. Ces jeux étaient obtenables via le programmes de fidélité du Club Nintendo. Ce programme permettait également d'obtenir une réplique de Ball, le tout premier Game & Watch. Enfin, Nintendo portera plusieurs machines sur le service DSiWare. Neuf jeux seront portés en tout.